# Vitalij Usjakov
Vitalij Vladimirovitj Usjakov (ryska: Вита́лий Влади́мирович Ушако́в), född 18 juli 1920 i Troitse-Lobanovo i guvernementet Moskva, död 1987, var en sovjetisk vattenpolospelare och -tränare. Sovjetunionens landslag tog OS-brons 1956 och OS-silver 1960 med Usjakov som tränare. Han deltog i olympiska sommarspelen 1952 som spelare.
Usjakov spelade en match i den olympiska vattenpoloturneringen i Helsingfors där Sovjetunionen slutade på sjunde plats. Han var chefstränare för det sovjetiska herrlandslaget i vattenpolo 1953–1963.